# Hermann Schreiber (Rabbiner)
Hermann Schreiber (* 21. August 1882 in Schrimm (heute Śrem in Polen); † 27. September 1954 in Berlin) war Doktor der Philosophie, Rabbiner zu Potsdam und Publizist.

## Jugendjahre

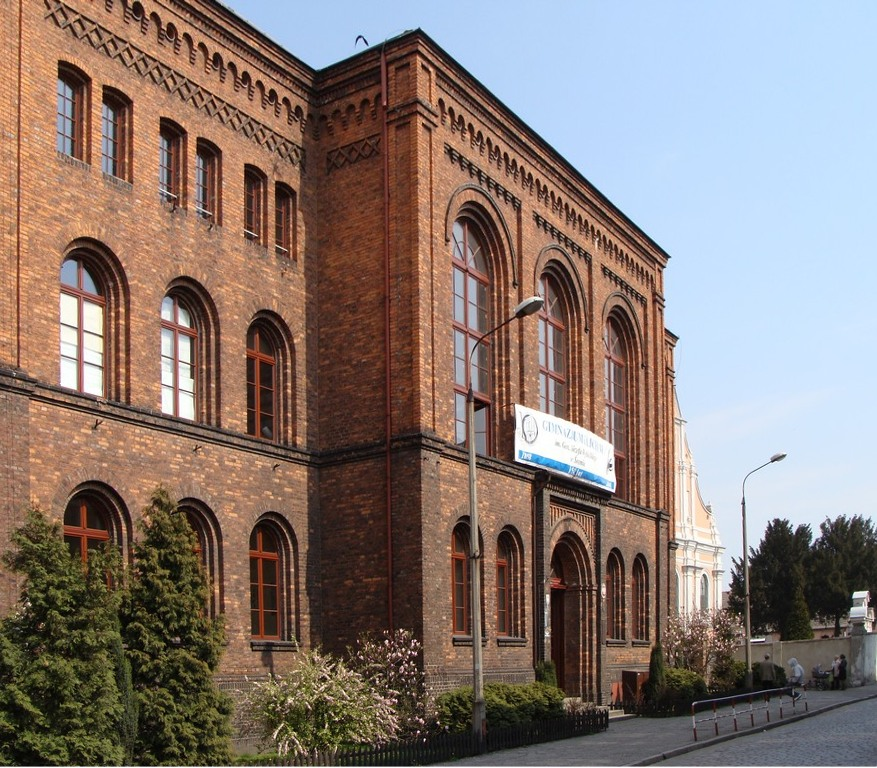
Gymnasium in Schrimm, das Hermann Schreiber besuchte

Hermann Schreiber stammte aus einer in Śrem ansässigen Familie, die zu seinen Zeiten schon assimiliert war (die jüdische Gemeinschaft in der Provinz Posen bekannte sich in der zweiten Hälfte des 19. Jhs. vorwiegend zur deutschen Sprache und Kultur). Hermann Schreibers Vater, Pedasur Schreiber, war Religionslehrer in der jüdischen Schule und Rabbinergehilfe in Schrimm; seine Mutter, Balbina geb. Schreier, führte den Haushalt. Hermann war das jüngste Kind und der einzige Sohn in der Familie. Nach bestandener Abiturprüfung am Gymnasium in Schrimm im Jahre 1901 studierte Hermann Schreiber an dem konservativen Jüdisch-Theologischen Seminar in Breslau, wo er zum Rabbiner geweiht, dann an der Universität in Breslau, wo er zum Doktor der Philosophie promoviert wurde. Ca. 1910 heiratete er Charlotte Neumann, die ihm den Sohn Paul gebar.

## Tätigkeit in Deutschland

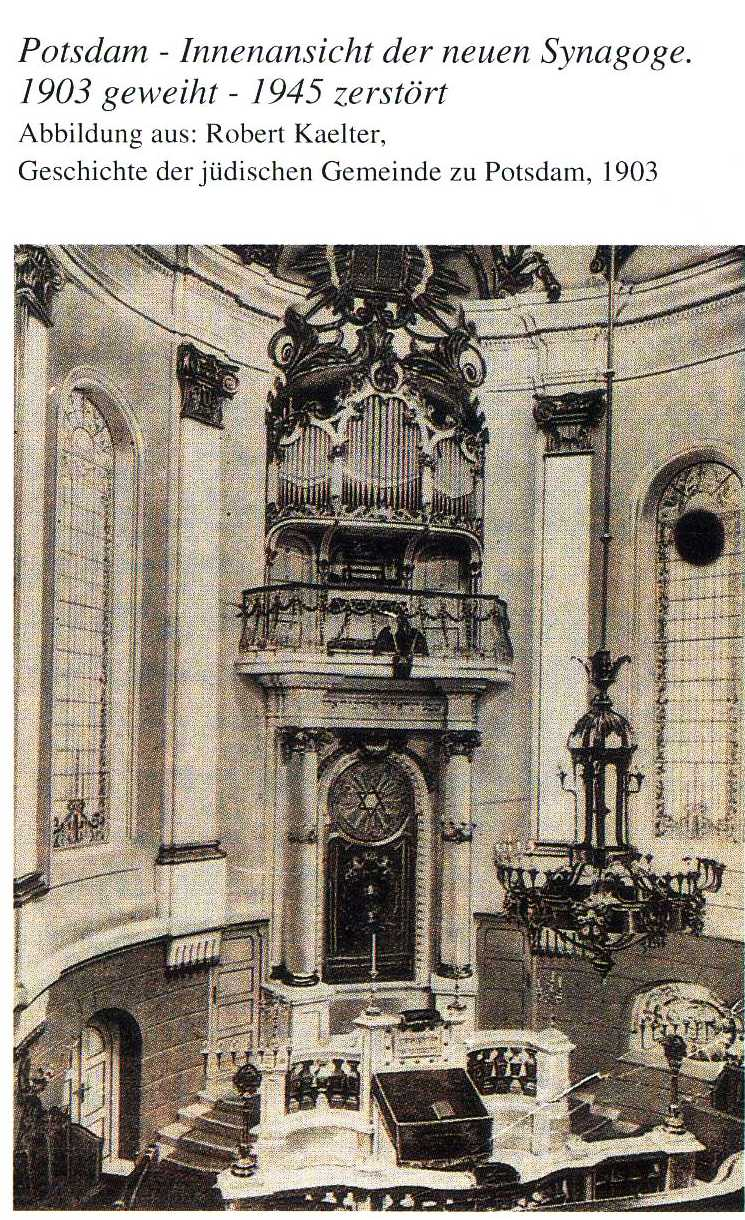
Das Innere der Synagoge in Potsdam, wo Hermann Schreiber Rabbiner war. Die Synagoge wurde bei einem Bombenangriff 1945 zerstört

In den Jahren 1912 bis 1938 lebte Hermann Schreiber in Potsdam. Er schrieb Artikel in Zeitschriften (u. a. Israelitisches Familienblatt), übersetzte den Pentateuch aus dem Hebräischen ins Deutsche und war viele Jahre Rabbiner in der Potsdamer Synagoge. Er war Vorsitzender des 1921 gegründeten Jüdischen Liberalen Jugendvereins in Potsdam, war auch aktiv im Verein der Schrimmer, der 1902 in Berlin von Juden gegründet wurde, die aus Schrimm stammten und später ins Deutsche Reich emigrierten.

## Exil in Großbritannien

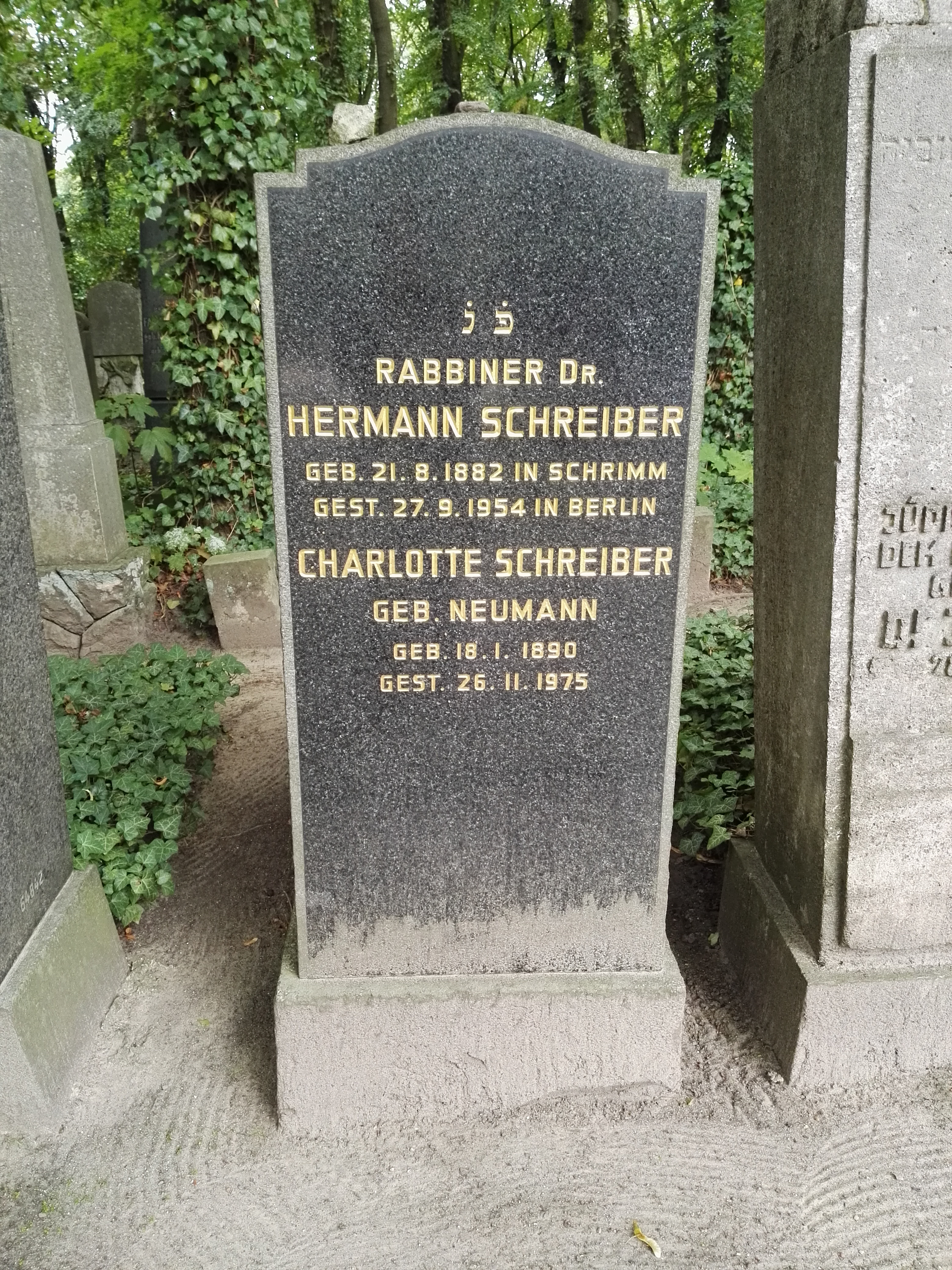
Grab von Hermann Schreiber auf dem Jüdischen Friedhof Berlin-Weißensee

Nach der Machtübernahme durch die Nazis im Jahre 1933 wurde Hermann Schreiber, wie auch andere deutsche Juden, durch das Naziregime verfolgt. Während der Kristallnacht im Jahre 1938 war er Zeuge der Demolierung der Potsdamer Synagoge. Bald danach wurde er ins Konzentrationslager Sachsenhausen gebracht. Anfang 1939, nach der Entlassung aus dem Lager, gelang es ihm, mit seiner Frau und seinem Sohn nach Großbritannien zu emigrieren, wo er in London wohnte. Er setzte dort seine publizistische Arbeit fort, schrieb Artikel in englischer Sprache und erwarb sich Verdienste um den Bau des Bet Din (Gerichtshaus des Synagogenvereins (Association of Synagogues) in Großbritannien). Er nahm auch am Leben der jüdischen Gemeinde in Amsterdam teil, und seit 1952 besuchte er Berlin (West), wo er sich an den Feierlichkeiten des jüdischen Neujahrs beteiligte. Bei einem dieser Besuche starb er während der Feier in der Synagoge in der Pestalozzistraße in Berlin, gleich nachdem er dort eine Predigt gehalten hatte. Hermann Schreiber wurde auf dem Jüdischen Friedhof in Berlin-Weißensee begraben.

## Erinnerungen

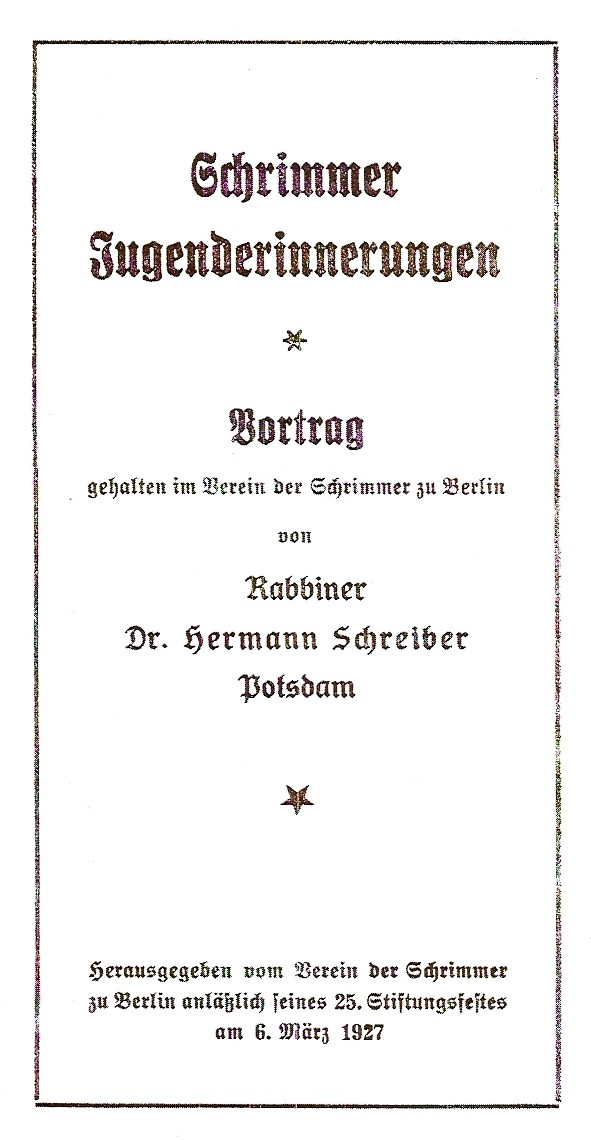
Erstausgabe der Schrimmer Jugenderinnerungen von Hermann Schreiber

Am 6. März 1927, anlässlich des 25. Stiftungsfestes des Vereins der Schrimmer, hielt Hermann Schreiber einen Vortrag, der dann in Druckform unter dem Titel Schrimmer Jugenderinnerungen herausgegeben wurde. Die Erinnerungen sind eine wertvolle Quelle für die Forschungen über die Geschichte der Juden in der Provinz Posen. Schreiber erzählt darin über das tägliche Leben seiner Familie und anderer Juden, die in Schrimm damals lebten, über ihre Traditionen, Gebräuche und jüdische Feste, aber auch über das Leben der Deutschen und Polen – der Einwohner Schrimms. Die Erinnerungen wurden auch ins Englische übersetzt.
Im Jahre 2008 wurden die Erinnerungen auch ins Polnische übersetzt und von Krzysztof Budzyń in „Śremski Notatnik Historyczny“ (Schrimmer Historisches Notizbuch) herausgegeben.

## Schriften
- Hermann Schreiber, Schrimmer Jugenderinnerungen, Verein der Schrimmer, Berlin, 1927
- Hermann Schreiber, Schrimm – Memories from Our Youth, (übersetzt von Werner S. Zimmt), in: „Stammbaum“, Issue 25, 2004, S. 10–19, PDF (Übersetzung ins Englische)
- Hermann Schreiber, Wspomnienia z mojej młodości w Śremie, übersetzt von Danuta Banaszak, in: "Śremski Notatnik Historyczny", Nr. 2, 2008, S. 37–73 (Übersetzung ins Polnische)